# S Hydri
S Hydri är en förmörkelsevariabel (E/SD) i stjärnbilden Lilla vattenormen.
S Hydri varierar mellan fotografisk magnitud +12,0 och 13,0 med en period av 0,90312 dygn eller 21,675 timmar.